# Papagoiet

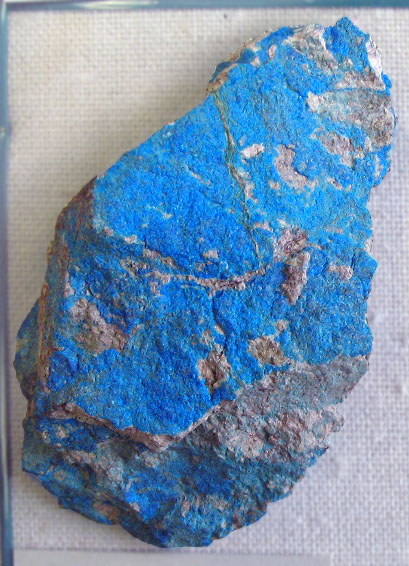
Helder blauwe papagoiet

Het mineraal papagoiet is een calcium-koper-aluminium-silicaat met de chemische formule CaCuAlSi2O6(OH)3. Het behoort tot de cyclosilicaten.

## Eigenschappen
Het doorzichtig tot doorschijnend lichtblauwe papagoiet heeft een glasglans, een lichtblauwe streepkleur en de splijting is imperfect volgens het kristalvlak [100]. Papagoiet heeft een gemiddelde dichtheid van 3,25 en de hardheid is 5 tot 5,5. Het kristalstelsel is monoklien en het mineraal is niet radioactief.

## Naamgeving
Het mineraal papagoiet is genoemd naar de Papago indianenstam uit Arizona, Verenigde Staten.

## Voorkomen
Papagoiet is een secundair mineraal dat voornamelijk voorkomt in de buurt van andere koper-houdende gesteenten. De typelocatie is de Ajo mijn, Pima County, Arizona, V.S.